# Epeolus gibbsi
Epeolus gibbsi (лат.) — вид земляных пчёл-кукушек рода Epeolus из подсемейства Nomadinae (Apidae). Название дано в честь профессора Jason Gibbs, коллектора типовой серии.

## Распространение
Северная Америка: США и Канада.

## Описание
Мелкие слабоопушённые пчёлы, буровато-чёрные, с беловато-жёлтыми отметинами на теле как у ос и рыжевато-красными ногами. Длина менее 1 см (тело 7,3 мм; длина головы 1,9 мм; ширина головы 2,5 мм; длина переднего крыла 5,8 мм). E. gibbsi от всех других североамериканских Epeolus отличается следующими признаками: мандибула имеет тупоконечный преапикальный зубец; у самок F2 менее 1,2 × в длину, чем в ширину; аксилла не достигает средней длины мезоскутеллума, свободная часть отчётливо крючковатая, с кончиком, не прикрепленным к мезоскутеллуму на протяжении более 1/3 всей медиальной длины аксиллы; мезоплеврон плотно и равномерно пунктирован, с блестящими промежутками и сходными по размеру точками; ноги обычно темнее, по крайней мере, от задние бёдра и голени; тергиты метасомы имеют довольно мелкие пунктировки; стернииты S4 и S5 самца имеют длинные изогнутые медно-серебристые субапикальные волоски; псевдопигидиальная область самки отчетливо кампанулярная с вершиной <2 × медиальной длины и в контакте с двумя большими пятнами бледного томентума (по одному с каждой стороны и оба параллельны друг другу) по всей длине. Сходен с видами Epeolus inornatus и Epeolus ilicis, но отличаются строением и данными баркодирования. У самцов Epeolus inornatus стерниты S4 и S5 имеют короткие прямые субапикальные волоски, также у E. ilicis и E. inornatus мандибулы простые, а у самок обоих видов F2 более 1,2 × больше длины, чем ширины, и псевдопигидиальная область не контактирует с двумя большими пятнами бледного томентума (по одному с каждой стороны) по всей длине (контактируют только на вершине, расходясь базально). Клептопаразиты пчёл рода Colletes , в гнёзда которых откладывают свои яйца.  Максиллярные щупики 1-члениковые. 2-й стернит брюшка матовый. У самок на 6-м стерните брюшка расположены ланцетовидные, мелко зазубренные отростки. В переднем крыле три радиомедиальных ячейки, 1-я из них много крупнее 3-й. Вершина радиальной ячейки (по форме она эллиптическая) удалена от переднего края крыла. Задние голени со шпорами.